# 김왕주
김왕주(한국 한자: 金旺珠, 1968년 6월 12일 ~ )는 대한민국의 전 축구 선수이며, 포지션은 공격수였다.